# 1951年香港
|        | 香港歷史 \| 香港歷史年表                                                                                                   |
| 世紀： | 19世紀香港 \| 20世紀香港 \| 21世紀香港                                                                                     |
| 年代： | 1920年代香港 \| 1930年代香港 \| 1940年代香港 \| 1950年代香港 \| 1960年代香港 \| 1970年代香港 \| 1980年代香港               |
| 年份： | 1947年香港 \| 1948年香港 \| 1949年香港 \| 1950年香港 \| 1951年香港 \| 1952年香港 \| 1953年香港 \| 1954年香港 \| 1955年香港 |
| 紀年： | 辛卯年（兔年）、香港開埠110周年、香港重光6周年                                                                             |

## 大事記
- 1月16日，九龍花墟九龍仔及嘉林邊道老虎岩（現稱樂富）兩木屋區大火，焚屋300餘間，災民1,000人。
- 1月17日，受美國原料禁運影響，香港工業大受打擊。
- 1月20日，粉嶺聯和墟舉行開墟典禮。
- 2月1日，灣仔活道一名休班警員以小刀刺傷另一名當值警員，另搶去警槍。[1]
- 2月2日，短波無線電圖片傳真在香港電氣大廈試驗成功。
- 2月21日，北角填海工程完成，增加35萬平方呎土地。
- 2月26日，青山道23號二樓的馮慶友醫生家中行刧，馮慶友反抗，被其中一名匪徒在他的後腦開槍轟斃。
- 3月11日，
  - 紅磡山谷道木屋發生謀殺案。[2]
  - 一架太平洋海外航空（Pacific Overseas Airlines）的DC-4飛機於機場起飛後撞向港島柏架山，26人罹難。事件因能見度低及機師出錯而起。[3]
- 3月13日，大埔道發生山泥傾瀉，活埋一輛貨車，釀5屍6命。
- 3月15日：
  - 教育司署宣佈將於4月1日推行全港學生保健計劃。
  - 港府發佈命令禁止多種原料出口，以保障本港工業原料的供應。
- 3月28日：
  - 大角咀警匪槍戰，2匪徒被擊斃，1名警員殉職。
  - 立法局三讀通過1951年－1952年度政府財政預算案，總額達2億3,466萬港元。
- 4月9日，暹羅航空一架DC-3因機師出錯及天氣惡劣，在着陸前失控衝落石澳鶴咀以東海域，16人喪生。[4]
- 5月2日，鑑於近來柴薪充足，價格平穩，公柴暫停配售。
- 5月3日，旺角道與上海街交界一輛單車撞斃一名老翁。[5]
- 5月13日，熱帶風暴襲港，天文台懸八號風球。
- 5月20日，銅鑼灣天后廟道大火，焚木屋300間，災民2,000餘人。
- 5月23日，國際奧委會正式承認香港業餘體育協會為香港奧林匹克委員會，翌年香港首次派出代表團參加夏季奧運會。
- 5月26日，香港首次招募女性警察。
- 5月27日，香港政府將72名二戰日本戰犯押往東京受審。
- 5月28日，荃灣發生殺警案，2名警員被歹徒從後開槍射殺，逃走時亦嗚槍示警，案發後警方出動百餘人搜捕兇徒。6月5日，警方在調景嶺難民營拘獲7名疑犯。
- 6月1日，灣仔捷船街塌屋生葬兩命。
- 6月3日，一名警員在干諾道西33號被偷車匪徒輾斃。[6]
- 6月7日，港督葛量洪在彌敦道主持三軍檢閱儀式。
- 6月13日：
  - 北角山泥傾瀉，壓毀山邊木屋，1死3傷。
  - 財政司宣佈開徵商業註冊稅。
- 6月15日，官立學校自秋季起改制，中、小學均改為六年制，實行全港中文會考。
- 6月23日，深水埗福榮街76號3樓，中醫被其堂弟以半邊剪刀所殺。

### 7月
- 7月1日，中環士丹利街樓房倒塌，3死2傷。
- 7月6日，
  - 粉嶺古洞村發生殺妻案。[7]
  - 5毫硬幣發行流通。
- 7月7日，香港中華總商會理事徐綽生被槍傷。[8]
- 7月22日，荃灣路一輛巴士翻車，21人受傷。

### 8月
- 8月1日，超強颱風露爾斯迫近本港，香港天文台懸掛九號風球，1死4傷。[9]
- 8月9日，青山道軍車翻側，17人受傷。
- 8月18日，九龍仔西仁里山泥崩塌，釀成12人喪生慘劇。[10][11]
- 8月28日，港府撥款港幣4,000萬興建大欖涌水塘。

### 9月
- 9月4日，皇家空軍一架「吸血鬼」噴射機在屏山墜毀，機毀人亡。
- 9月7日，香港法例第246章《強制服役條例》（Cap. 246 Compulsory Service Ordinance）生效[12]，香港實施強制服役，英籍的香港居民包括華人，都可被徵召加入香港防衛軍、輔警或後備民防隊伍[13]。
- 9月25日－9月26日，颱風帕特襲港，天文台懸八號風球。

### 10月
- 10月6日，
  - 航空公司增設香港至里斯本航線。
  - 男子因感情糾紛而勒死未婚妻。
- 10月16日，法新社在香港開設分社。
- 10月25日，石硤尾村木屋區大火，焚屋50餘間，災民300餘人。
- 10月27日，銅鑼灣填海工程展開。
- 10月31日，調景嶺難民營大火，焚屋300間，災民2,000餘人。

### 11月
- 11月1日，港島至長洲間電報業務開通。
- 11月5日，灣仔洛克道發生嚴重命案，3死3傷。
- 11月14日，路透社在香港成立分社。
- 11月16日：
  - 食水供應減為每日5小時。
  - 第2位女性大律師薜鳳獲准執業，首位女大律師是1932年的羅孫錦濤夫人。
- 11月21日，九龍城東頭村木屋區大火，焚燒4小時，燬木屋4,000間，2死9傷，災民人數達10,000人。[14]

### 12月
- 12月2日，掃桿埔木屋區大火，焚屋80間，災民800人。
- 12月14日，當局委任戴麟趾為防衛司。
- 12月16日，油麻地站(亞皆老街火車橋)附近火車4節車箱出軌，6人受傷。
- 12月20日，有鑑柴薪漲價，港府恢復公柴配售。

## 出生人物
- 4月21日—曾俊華，香港高級公務員，香港特別行政區第4任財政司司長。
- 11月1日-謝雪心，香港粵劇藝人。
- 11月18日—藝人黃允財。

## 逝世人物
- 7月14日，前港督郝德傑，67歲。
- 7月29日，香港網球名將蔡惠全因血癌病逝英國，年僅38。
- 8月16日，上海名人杜月笙在香港病逝，終年63歲。